# ソーシャルプロジェクトマネジメント
ソーシャルプロジェクトマネジメント (英：Social project management) は、プロジェクトマネジメントのうち、その対象領域を広範な社会全体とするものを指す。これは、国や地方公共団体などが主導する公的プロジェクト、例えば道路や空港の建設あるいは市町村合併などについて、関係者すべての利益・利便の最大化を目指すための手法で、公的プロジェクトのみならず、企業による金融機関の合併、さらに町興しなどについてその目的に沿うべく最善の結果を導くべき各種手法である。